# Arttu Mäkiaho
Arttu Mäkiaho (ur. 16 września 1997 w Kajaani) – fiński dwuboista klasyczny, dwukrotny medalista mistrzostw świata juniorów.

## Kariera
Po raz pierwszy na arenie międzynarodowej Mäkiaho pojawił się 6 stycznia 2013 roku w Wiśle, gdzie w zawodach Pucharu Kontynentalnego zajął 38. miejsce w zawodach metodą Gundersena. W 2013 roku wystąpił na mistrzostwach świata juniorów w Libercu, zajmując 13. miejsce w Gundersenie i 21. miejsce w sprincie. Jeszcze czterokrotnie startował w zawodach tego cyklu, najlepsze wyniki osiągając podczas mistrzostw świata juniorów w Park City w 2017 roku, gdzie zwyciężył na dystansie 10 km, a w zawodach HS 100/5 km był drugi. W Pucharze Świata zadebiutował 28 lutego 2014 roku w Lahti, zajmując 46. miejsce w Gundersenie. Pierwsze pucharowe punkty wywalczył blisko dwa lata później, 17 grudnia 2016 roku w Ramsau, zajmując 28. miejsce w tej samej konkurencji.

## Osiągnięcia

### Igrzyska Olimpijskie
| Miejsce | Dzień     | Rok  | Miejscowość | Konkurencja           | Wynik zwycięzcy | Strata      | Zwycięzca       |
| ------- | --------- | ---- | ----------- | --------------------- | --------------- | ----------- | --------------- |
| 36.     | 14 lutego | 2018 | Pjongczang  | Gundersen HS109/10 km | 24:51,4 min     | +3:35,9 min | Eric Frenzel    |
| 38.     | 20 lutego | 2018 | Pjongczang  | Gundersen HS140/10 km | 23:52,5 min     | +4:08,8 min | Johannes Rydzek |
| 23.     | 9 lutego  | 2022 | Zhangjiakou | Gundersen HS106/10 km | 25:07,7 min     | +2:38,6 min | Vinzenz Geiger  |
| 24.     | 15 lutego | 2022 | Zhangjiakou | Gundersen HS140/10 km | 27:13,3 min     | +2:35,7 min | Jørgen Graabak  |
| 8.      | 17 lutego | 2022 | Zhangjiakou | Sztafeta HS140/4x5 km | 50:45,1 min     | +2:39,0 min | Norwegia        |

### Mistrzostwa świata
| Miejsce | Dzień     | Rok  | Miejscowość      | Konkurencja           | Wynik zwycięzcy | Strata  | Zwycięzca          |
| ------- | --------- | ---- | ---------------- | --------------------- | --------------- | ------- | ------------------ |
| 38.     | 24 lutego | 2017 | Lahti            | Gundersen HS100/10 km | 26:19,6         | +2:55,8 | Johannes Rydzek    |
| 23.     | 22 lutego | 2019 | Seefeld in Tirol | Gundersen HS130/10 km | 23:43,0         | +2:43,0 | Eric Frenzel       |
| 31.     | 28 lutego | 2019 | Seefeld in Tirol | Gundersen HS109/10 km | 25:01,3         | +3:01,4 | Jarl Magnus Riiber |
| 5.      | 2 marca   | 2019 | Seefeld in Tirol | Sztafeta HS109/4x5 km | 50:15,5         | +1:09,6 | Norwegia           |
| 22.     | 25 lutego | 2023 | Planica          | Gundersen HS102/10 km | 24:36,3         | +2:19,6 | Jarl Magnus Riiber |
| 5.      | 1 marca   | 2023 | Planica          | Sztafeta HS138/4x5 km | 47:20,4         | +2:00,9 | Norwegia           |

### Mistrzostwa świata juniorów
| Miejsce | Dzień       | Rok  | Miejscowość   | Konkurencja           | Wynik zwycięzcy | Strata  | Zwycięzca             |
| ------- | ----------- | ---- | ------------- | --------------------- | --------------- | ------- | --------------------- |
| 13.     | 23 stycznia | 2013 | Liberec       | Gundersen HS100/10 km | 24:51,0         | +1:36,1 | Manuel Faißt          |
| 21.     | 25 stycznia | 2013 | Liberec       | Sprint HS100/5 km     | 11:49,4         | +1:23,5 | Manuel Faißt          |
| 21.     | 30 stycznia | 2014 | Val di Fiemme | Gundersen HS106/10 km | 29:47,1         | +1:23,5 | Philipp Orter         |
| 21.     | 1 lutego    | 2014 | Val di Fiemme | Gundersen HS106/5 km  | 13:44,2         | +3:34,9 | Philipp Orter         |
| 4.      | 2 lutego    | 2014 | Val di Fiemme | Sztafeta HS100/4x5 km | 53:57,6         | +1:40,2 | Austria               |
| 28.     | 4 lutego    | 2015 | Ałmaty        | Gundersen HS100/10 km | 25:54,2         | +3:21,9 | Jarl Magnus Riiber    |
| 4.      | 7 lutego    | 2015 | Ałmaty        | Sztafeta HS100/4x5 km | 48:41,4         | +3:00,8 | Austria               |
| DNS     | 23 lutego   | 2016 | Râșnov        | Gundersen HS100/10 km | 28:02,1         | -       | Bernhard Flaschberger |
| 23.     | 25 lutego   | 2016 | Râșnov        | Gundersen HS100/5 km  | 11:01,5         | +2:01,4 | Tomáš Portyk          |
| 1.      | 31 stycznia | 2017 | Park City     | Gundersen HS100/10 km | 25:54,5         | -       | -                     |
| 4.      | 2 lutego    | 2017 | Park City     | Sztafeta HS100/4x5 km | 46:17,4         | +44,3   | Austria               |
| 2.      | 4 lutego    | 2017 | Park City     | Gundersen HS100/5 km  | 12:14,9         | +22,6   | Vinzenz Geiger        |

### Puchar Świata

#### Miejsca w klasyfikacji generalnej
- sezon 2013/2014: niesklasyfikowany
- sezon 2014/2015: niesklasyfikowany
- sezon 2015/2016: nie brał udziału
- sezon 2016/2017: 58.
- sezon 2017/2018: 34.
- sezon 2018/2019: 39.
- sezon 2019/2020: niesklasyfikowany
- sezon 2020/2021: niesklasyfikowany
- sezon 2021/2022: 38.
- sezon 2022/2023: niesklasyfikowany
- sezon 2023/2024: 43.
- sezon 2024/2025: 54.

#### Miejsca na podium chronologicznie
Jak dotąd Mäkiaho nie stawał na podium zawodów PŚ.

### Puchar Kontynentalny

#### Miejsca w klasyfikacji generalnej
- sezon 2012/2013: 76.
- sezon 2013/2014: 34.
- sezon 2014/2015: 102.
- sezon 2015/2016: 21.
- sezon 2016/2017: nie brał udziału
- sezon 2017/2018: nie brał udziału
- sezon 2018/2019: nie brał udziału
- sezon 2019/2020: 26.
- sezon 2020/2021: nie brał udziału
- sezon 2021/2022: nie brał udziału
- sezon 2022/2023: nie brał udziału
- sezon 2023/2024: nie brał udziału
- sezon 2024/2025: 84.

#### Miejsca na podium chronologicznie
Jak dotąd zawodnik nie stawał na podium indywidualnych zawodów Pucharu Kontynentalnego.

### Letnie Grand Prix

#### Miejsca w klasyfikacji generalnej
- 2017: (42.)[7]
- 2018: (27.)[8]
- 2019: niesklasyfikowany
- 2021: (25.)[9]
- 2022: (41.)[10]
- 2023: (51.)[11]

#### Miejsca na podium w zawodach
Jak dotąd zawodnik nie stawał na podium indywidualnych zawodów LGP.